# Englische Cricket-Nationalmannschaft in Bangladesch in der Saison 2016/17
Die Tour der englischen Cricket-Nationalmannschaft nach Bangladesch in der Saison 2016/17 fand vom 7. Oktober bis zum 1. November 2016 statt. Die internationale Cricket-Tour war Bestandteil der Internationalen Cricket-Saison 2016/17 und umfasste zwei Tests und drei ODIs. England gewann die ODI-Serie 2–1, während die Test-Serie 1–1 unentschieden endete.

## Vorgeschichte
Für beide Mannschaften ist es die erste Tour der Saison. Das letzte Aufeinandertreffen der beiden Mannschaften auf einer Tour fand in der Saison 2010 in England statt. Nachdem es im Juli 2016 zu einem Terroranschlag in Dhaka gekommen war, wurde die Tour Englands in Frage gestellt. Bangladesch versuchte die Bedenken zu zerstreuen und weigerte sich die Tour an einen neutralen Austragungsort zu verlegen. Australien hatte im Jahr zuvor sich geweigert eine Tour in Bangladesch abzuhalten und auch sein U19-Team nicht zur U19-Weltmeisterschaft in Bangladesch zu Beginn des Jahres reisen lassen. Am 25. August 2016 entschied der englische Verband ECB, dass die Tour in Bangladesch stattfinden soll, den Spielern jedoch freigestellt sei, ob sie an dieser teilnehmen wollen oder nicht. Von diesem Recht machten der englische One-Day-Kapitän Eoin Morgan und der Eröffnungsbatsman Alex Hales gebrauch. Die wichtigste englische Fanvereinigung Barmy Army erklärte ebenfalls, dass sie aus Sicherheitsgründen keine Reisen nach Bangladesch organisieren wird.

## Stadien
Die folgenden Stadien wurden für die Tour als Austragungsort vorgesehen und am 26. Juni 2016 bekanntgegeben.
| Stadion                                | Stadt      | Kapazität | Spiele             |
| -------------------------------------- | ---------- | --------- | ------------------ |
| Chittagong Divisional Stadium          | Chittagong | 20.000    | 1. Test; 3. ODI    |
| Sher-e-Bangla National Cricket Stadium | Dhaka      | 26.000    | 2. Test; 1.–2. ODI |

## Kaderlisten
England benannte seine Kader am 15. September 2016.
Bangladesch benannte seinen ODI-Kader am 2. Oktober und seinen Test-Kader am 16. Oktober 2016.
| Test | Test | ODI | ODI |
| Bangladesch | England | Bangladesch | England |
| --- | --- | --- | --- |
| - Mushfiqur Rahim (K & wk) - Tamim Iqbal (VK) - Mominul Haque - Mehedi Hasan - Nurul Hasan - Shakib Al Hasan - Shuvagata Hom - Mosaddek Hossain - Shafiul Islam - Taijul Islam - Imrul Kayes - Mahmudullah - Kamrul Islam Rabbi - Sabbir Rahman - Subashis Roy - Soumya Sarkar | - Alastair Cook (K) - Joe Root (VK) - Moeen Ali - James Anderson - Zafar Ansari - Jonny Bairstow (wk) - Jake Ball - Gary Ballance - Gareth Batty - Stuart Broad - Jos Buttler (wk) - Ben Duckett - Steven Finn - Haseeb Hameed - Adil Rashid - Ben Stokes - Chris Woakes - Mark Wood | - Mashrafe Mortaza (K) - Taskin Ahmed - Shakib Al Hasan - Al-Amin Hossain - Mosaddek Hossain - Mosharraf Hossain - Nasir Hossain - Tamim Iqbal - Shafiul Islam - Taijul Islam - Imrul Kayes - Mahmudullah - Mushfiqur Rahim (wk) - Sabbir Rahman - Soumya Sarkar | - Jos Buttler (K & wk) - Ben Stokes (VK) - Moeen Ali - Jonny Bairstow (wk) - Jake Ball - Sam Billings (wk) - Liam Dawson - Ben Duckett - Steven Finn - Liam Plunkett - Adil Rashid - Jason Roy - James Vince - David Willey - Chris Woakes - Mark Wood |

## Tour Matches
| 4. Oktober Scorecard | Fatullah | BCB Select XI 309-9 (50)         | – | England XI 313-6 (46.1) |
|                      |          | England XI gewinnt mit 4 Wickets |   |                         |

| 14. – 15. Oktober Scorecard | Chittagong | England XI 137-4d (45) | – | BCB XI 136-4 (44) |
|                             |            | Remis                  |   |                   |

| 16. – 17. Oktober Scorecard | Chittagong | BCB XI 294 (74.4) | – | England XI 256 (78.2) |
|                             |            | Remis             |   |                       |

## One-Day Internationals

### Erstes ODI in Dhaka
| 7. Oktober Scorecard | Dhaka | England 309-8 (50)          | – | Bangladesch 288 (47.5) |
|                      |       | England gewinnt mit 21 Runs |   |                        |

### Zweites ODI in Dhaka
| 9. Oktober Scorecard | Dhaka | Bangladesch 238-8 (50)          | – | England 204 (44.4) |
|                      |       | Bangladesch gewinnt mit 34 Runs |   |                    |

### Drittes ODI in Chittagong
| 12. Oktober Scorecard | Chittagong | Bangladesch 277-6 (50)        | – | England 278-6 (47.5) |
|                       |            | England gewinnt mit 4 Wickets |   |                      |

## Tests

### Erster Test in Chittagong
| 20. – 24. Oktober Scorecard | Chittagong | England 293 (105.5) & 240 (80.2) | – | Bangladesch 248 (86) & 263 (81.3) |
|                             |            | England gewinnt mit 22 Runs      |   |                                   |

### Zweiter Test in Dhaka
| 28. – 30. Oktober Scorecard | Dhaka | Bangladesch 220 (63.5) & 296 (66.5) | – | England 244 (81.3) & 164 (45.3) |
|                             |       | Bangladesch gewinnt mit 108 Runs    |   |                                 |

Der Sieg Bangladeschs war nach 16 Jahren Test-Status der erste Sieg gegen England bei einem Test-Match und nach Simbabwe und den West Indies die dritte Mannschaft gegen die ein Sieg gelang.
Der Engländer Ben Stokes wurde mit einer Geldstrafe belegt, da er sich mehrfach bangladeschische Spieler versuchte verbal zu irritieren.